# کاکتوس‌های کاکل‌دار
لوفوفورا (نام علمی: Lophophora) نام یک سرده از تیره کاکتوس است.

## گونه‌های این سرده
- لوفوفورا ویلیامسی L.williamsii
- لوفوفورا دیفیوسا L.diffusa